# Tweede divisie 2020/21
Het seizoen 2020/21 was het twintigste seizoen in het bestaan van de Nederlandse Tweede Divisie. De voetbalcompetitie, georganiseerd door de KNVB, is het derde niveau binnen het Nederlandse voetbal, achter de eerste divisie en voor de derde divisie.
Voor het tweede seizoen op rij werd de competitie voortijdig beëindigd vanwege de coronacrisis en was er geen kampioen en geen promotie of degradatie.
Op 2 oktober 2017 hebben vertegenwoordigers van amateur- en betaald voetbal tijdens de buitengewone bondsvergadering van de KNVB overeenstemming bereikt over het te volgen traject naar vernieuwing van de voetbalpiramide. Hierin zijn afspraken gemaakt omtrent de promotie/degradatie tussen eerste en tweede divisie. De afspraak was dat er voor dat seizoen (2017/18) geen promotie/degradatie zou plaatsvinden.
Tijdens de buitengewone bondsvergadering van 7 juni 2018 werd er overeenstemming bereikt om de niet-existerende promotie/degradatie-regeling met twee jaar te verlengen tot en met het seizoen 2019/20. Tevens werd er overeenstemming bereikt over het maximum aantal toegestane belofteteams in elke divisie. Voor de tweede divisie zijn dat er twee.
Op de bondsvergadering van 16 december 2019 werd besloten om de promotie/degradatie-regeling tussen de eerste en tweede divisie nogmaals met drie jaar te verlengen tot en met het seizoen 2022/23. Ook werd er besloten dat er alleen nog in de tweede divisie twee belofte-elftallen zouden uitkomen en de overige belofteteams in de nieuwe "Onder 21"-competitie. Daaraan gekoppeld is een eigen degradatieregeling.

## Gevolgen van de coronacrisis in Nederland
In het vorige seizoen, op 31 maart 2020, besloot de KNVB om alle competities op amateurniveau voortijdig te beëindigen. Tevens besloten zij dat er voor die competities dat seizoen geen eindstanden zouden komen, en er dus ook geen kampioenen, promovendi en degradanten zouden zijn. Alle ploegen starten derhalve dit seizoen in beginsel op hetzelfde niveau als het vorige seizoen.

## Opzet
Het is van belang of we met een eerste elftal (standaardelftal) van een voetbalvereniging of met een tweede elftal, ook wel reserve-elftal of belofte-elftal genoemd, te maken hebben. Voor dit seizoen spelen er in de tweede divisie twee belofte-elftallen, te weten Jong Sparta en Jong Volendam. 
Voor promotie geldt:
- Bij besluit[1][2] promoveert de kampioen niet indien het een standaardelftal betreft.
- Indien het laagst geëindigde belofte-elftal in de eerste divisie op de plaatsen negentien of twintig eindigt, promoveert een belofteploeg rechtstreeks vanuit de tweede divisie als het op de plaatsen één of twee eindigt.
- Indien het laagst geëindigde belofte-elftal in de eerste divisie op de plaatsen elf tot en met achttien eindigt en een belofte-elftal wordt kampioen in de tweede divisie, vindt er een beslissingswedstrijd plaats om één plaats in de eerste divisie.
- Indien het laagst geëindigde belofte-elftal in de eerste divisie in het linkerrijtje (top tien) eindigt, vindt er geen promotie en degradatie plaats tussen de eerste divisie en tweede divisie.

Voor degradatie geldt:
- De twee standaardelftallen die, uitgaande van alleen de eerste elftallen, als dertiende en veertiende eindigen, spelen een nacompetitie voor klassebehoud met de periodekampioenen van de derde divisie om 2 plekken in de tweede divisie.
- De twee standaardelftallen die, uitgaande van alleen de eerste elftallen, als vijftiende en zestiende eindigen, degraderen naar de derde divisie.
- Indien het laagst geëindigde belofte-elftal in de tweede divisie op de plaatsen zeventien of achttien eindigt, degradeert het direct naar de Onder 21-competitie.
- Indien het laagst geëindigde belofte-elftal in de tweede divisie op de plaatsen tien tot en met zestien eindigt, speelt het een beslissingswedstrijd tegen de kampioen van de Onder 21-competitie voor één plaats in de tweede divisie.
- Indien het laagst geëindigde belofte-elftal in de tweede divisie in het linkerrijtje (top negen) eindigt, vindt er geen promotie en degradatie plaats tussen de tweede divisie en de Onder 21-competitie.

## Speeldagen
In het algemeen zullen wedstrijden tussen twee zaterdagploegen op zaterdagmiddag, tussen een zaterdag- en zondagploeg op zaterdagavond, tussen twee zondagploegen op zondagmiddag en tussen twee belofteploegen op een zaterdag of zondag gespeeld worden.

## Ploegen
| Ploeg               | Plaats              | Accommodatie              | Capaciteit |
| ------------------- | ------------------- | ------------------------- | ---------- |
| AFC                 | Amsterdam           | Sportpark Goed Genoeg     | 0.3.000    |
| ASWH                | Hendrik-Ido-Ambacht | Sportpark Schildman       | 0.3.000    |
| Excelsior Maassluis | Maassluis           | Sportpark Dijkpolder      | 0.5.000    |
| GVVV                | Veenendaal          | Sportpark Panhuis         | 0.3.950    |
| HHC Hardenberg      | Hardenberg          | Sportpark De Boshoek      | 0.4.500    |
| Koninklijke HFC     | Haarlem             | Sportpark Spanjaardslaan  | 0.1.500    |
| IJsselmeervogels    | Spakenburg          | Sportpark De Westmaat     | 0.8.200    |
| Jong Sparta         | Rotterdam           | Spartastadion Het Kasteel | .11.000    |
| Jong Volendam       | Volendam            | Kras Stadion              | 0.7.384    |
| VV Katwijk          | Katwijk             | Sportpark De Krom         | 0.6.000    |
| Kozakken Boys       | Werkendam           | Sportpark De Zwaaier      | 0.4.000    |
| VV Noordwijk        | Noordwijk           | Sportpark Duinwetering    | 0.6.100    |
| Quick Boys          | Katwijk aan Zee     | Sportpark Nieuw Zuid      | 0.8.100    |
| Rijnsburgse Boys    | Rijnsburg           | Sportpark Middelmors      | 0.6.100    |
| SVV Scheveningen    | Den Haag            | Sportpark Houtrust        | 0.3.500    |
| SV Spakenburg       | Spakenburg          | Sportpark De Westmaat     | 0.8.200    |
| TEC                 | Tiel                | Sportpark De Lok          | 0.2.500    |
| De Treffers         | Groesbeek           | Sportpark Zuid            | 0.4.000    |

## Ranglijst

### Eindstand
Competitie geannuleerd vanwege coronapandemie

Bijgewerkt tot en met 10 oktober 2020
| pos | Team                | gs | w | g | v | pnt | dv | dt | ds  |
| --- | ------------------- | -- | - | - | - | --- | -- | -- | --- |
| 1.  | AFC                 | 5  | 4 | 1 | 0 | 13  | 15 | 5  | +10 |
| 2.  | ASWH                | 6  | 4 | 0 | 2 | 12  | 12 | 7  | +5  |
| 3.  | SV Spakenburg       | 6  | 3 | 3 | 0 | 12  | 11 | 6  | +5  |
| 4.  | Quick Boys          | 6  | 4 | 0 | 2 | 12  | 7  | 8  | –1  |
| 5.  | IJsselmeervogels    | 5  | 3 | 0 | 2 | 9   | 9  | 10 | –1  |
| 6.  | Rijnsburgse Boys    | 5  | 2 | 2 | 1 | 8   | 10 | 6  | +4  |
| 7.  | Kozakken Boys       | 5  | 2 | 2 | 1 | 8   | 12 | 10 | +2  |
| 8.  | VV Katwijk          | 5  | 2 | 2 | 1 | 8   | 9  | 7  | +2  |
| 9.  | HHC Hardenberg      | 6  | 2 | 2 | 2 | 8   | 7  | 7  | 0   |
| 10. | Koninklijke HFC     | 4  | 2 | 0 | 2 | 6   | 6  | 5  | +1  |
| 11. | Jong Volendam       | 6  | 1 | 2 | 3 | 5   | 9  | 13 | –4  |
| 12. | GVVV                | 6  | 1 | 2 | 3 | 5   | 6  | 11 | –5  |
| 13. | TEC                 | 4  | 1 | 1 | 2 | 4   | 6  | 6  | 0   |
| 14. | Excelsior Maassluis | 5  | 1 | 1 | 3 | 4   | 6  | 10 | –4  |
| 15. | Jong Sparta         | 6  | 0 | 4 | 2 | 4   | 6  | 9  | –3  |
| 16. | SVV Scheveningen    | 4  | 0 | 3 | 1 | 3   | 3  | 4  | –1  |
| 17. | VV Noordwijk        | 5  | 0 | 3 | 2 | 3   | 7  | 10 | –3  |
| 18. | De Treffers         | 5  | 0 | 2 | 3 | 2   | 2  | 9  | –7  |

### Legenda
| Kleur | Kwalificatie voor |
| ----- | --- |
|       | Kampioen, maar zonder promotie. Wel vrijstelling van voorrondes KNVB Bekertoernooi 2021/22.                                                   |
|       | Eventuele promotie naar de Eerste Divisie voor een belofte-elftal.                                                                            |
|       | (Plaatsvervangende) periodekampioen en vrijstelling van voorrondes KNVB Bekertoernooi 2021/22.                                                |
|       | Play-offs tegen degradatie naar de Derde Divisie. Een belofte-elftal speelt een beslissingswedstrijd tegen de kampioen van de O21-competitie. |
|       | Degradatie naar de Derde Divisie. Een belofte-elftal degradeert naar de O21-competitie.                                                       |

1 Winnaar eerste periodetitel (wedstrijd 1-12)

2 Winnaar tweede periodetitel (wedstrijd 13-23)

3 Winnaar derde periodetitel (wedstrijd 24-34)

## Programma/uitslagen
| Thuis \ Uit         | AFC    | ASW    | EXM    | GVV    | HFC    | HHC    | IJS    | JSP    | JVO    | KAT    | KOZ    | NOO    | QUI    | RIJ    | SCH    | SPA    | TEC    | TRE    |
| ------------------- | ------ | ------ | ------ | ------ | ------ | ------ | ------ | ------ | ------ | ------ | ------ | ------ | ------ | ------ | ------ | ------ | ------ | ------ |
| AFC                 |        | 3–2    | 3 apr  | 31 okt | 18 okt | 17 apr | 30 jan | 20 mrt | 14 nov | 9 jan  | 21 nov | 23 jan | 5–1    | 20 feb | 5 dec  | 1 mei  | 7 mrt  | 15 mei |
| ASWH                | 6 feb  |        | 28 nov | 17 apr | 3 apr  | 23 jan | 12 dec | 9 jan  | 15 mei | 17 okt | 1 mei  | 3–1    | 2–0    | 31 okt | 6 mrt  | 20 mrt | 14 nov | 2–0    |
| Excelsior Maassluis | 16 jan | 24 apr |        | 20 feb | 22 mei | 8 mei  | 10 apr | 21 nov | 1–3    | 0–2    | 27 feb | 24 okt | 13 mrt | 2–2    | 7 nov  | 5 dec  | 30 jan | 27 mrt |
| GVVV                | 27 mrt | 7 nov  | 0–2    |        | 10 apr | 28 nov | 13 mrt | 22 mei | 12 dec | 21 nov | 6 feb  | 2–1    | 27 feb | 8 mei  | 24 apr | 0–3    | 23 jan | 24 okt |
| Koninklijke HFC     | 28 feb | 24 okt | 12 dec | 14 nov |        | 13 mrt | 28 nov | 8 nov  | 1 mei  | 16 jan | 23 jan | 26 sep | 6 feb  | 27 mrt | 15 mei | 1–2    | 18 apr | 3–1    |
| HHC Hardenberg      | 0–2    | 21 nov | 9 jan  | 1 mei  | 5 dec  |        | 0–2    | 3–1    | 30 jan | 6 mrt  | 15 mei | 27 mrt | 7 nov  | 24 apr | 24 okt | 20 feb | 20 mrt | 10 apr |
| IJsselmeervogels    | 7 nov  | 22 mei | 10 okt | 9 jan  | 20 mrt | 3 apr  |        | 20 feb | 4–3    | 5 dec  | 6 mrt  | 6 feb  | 17 apr | 2–1    | 21 nov | 24 okt | 1 mei  | 23 jan |
| Jong Sparta         | 28 nov | 27 mrt | 1 mei  | 2–2    | 30 jan | 27 feb | 14 nov |        | 6 feb  | 31 okt | 16 jan | 13 mrt | 0–1    | 17 okt | 1–1    | 17 apr | 15 mei | 12 dec |
| Jong Volendam       | 10 apr | 5 dec  | 6 mrt  | 20 mrt | 9 jan  | 0–2    | 8 mei  | 2–2    |        | 3 apr  | 24 okt | 24 apr | 23 jan | 22 mei | 20 feb | 7 nov  | 21 nov | 1–1    |
| VV Katwijk          | 13 mrt | 8 mei  | 6 feb  | 15 mei | 24 apr | 14 nov | 27 mrt | 10 apr | 28 nov |        | 2–2    | 27 feb | 24 okt | 12 dec | 10 okt | 23 jan | 2–1    | 7 nov  |
| Kozakken Boys       | 8 mei  | 3–2    | 14 nov | 17 okt | 3 okt  | 31 okt | 4–1    | 24 apr | 27 mrt | 30 jan |        | 28 nov | 12 dec | 10 apr | 9 jan  | 22 mei | 20 feb | 13 mrt |
| VV Noordwijk        | 2–2    | 20 feb | 20 mrt | 3 apr  | 6 mrt  | 2–2    | 31 okt | 5 dec  | 16 jan | 1–1    | 17 apr |        | 15 mei | 30 jan | 1 mei  | 9 jan  | 17 okt | 14 nov |
| Quick Boys          | 24 apr | 10 apr | 17 okt | 2–1    | 1–0    | 22 mei | 2–0    | 6 mrt  | 31 okt | 20 feb | 20 mrt | 21 nov |        | 9 jan  | 30 jan | 3 apr  | 5 dec  | 8 mei  |
| Rijnsburgse Boys    | 24 okt | 27 feb | 17 apr | 5 dec  | 21 nov | 16 jan | 15 mei | 23 jan | 3–0    | 20 mrt | 3–1    | 7 nov  | 1 mei  |        | 1–1    | 6 mrt  | 3 apr  | 6 feb  |
| SVV Scheveningen    | 22 mei | 0–1    | 23 jan | 16 jan | 31 okt | 6 feb  | 27 feb | 8 mei  | 17 okt | 17 apr | 3 apr  | 12 dec | 14 nov | 13 mrt |        | 1–1    | 3 okt  | 28 nov |
| SV Spakenburg       | 12 dec | 16 jan | 15 mei | 30 jan | 8 mei  | 17 okt | 24 apr | 0–0    | 13 mrt | 3–2    | 2–2    | 10 apr | 28 nov | 14 nov | 27 mrt |        | 31 okt | 27 feb |
| TEC                 | 11 okt | 13 mrt | 3–1    | 1–1    | 1–2    | 12 dec | 16 jan | 25 okt | 27 feb | 22 mei | 7 nov  | 8 mei  | 27 mrt | 28 nov | 10 apr | 6 feb  |        | 25 apr |
| De Treffers         | 0–3    | 30 jan | 31 okt | 6 mrt  | 21 feb | 0–0    | 17 okt | 3 apr  | 17 apr | 1 mei  | 5 dec  | 22 mei | 16 jan | 3 okt  | 20 mrt | 21 nov | 10 jan |        |

## Statistieken

### Aantal goals per speelronde
| 26 |

| 30 |

| 20 |

| 25* |

| 24* |

|  |

|  |

|  |

|  |

|  |

|  |

|  |

|  |

|  |

|  |

|  |

|  |

|  |

|  |

|  |

|  |

|  |

|  |

|  |

|  |

|  |

|  |

|  |

|  |

|  |

|  |

|  |

|  |

|  |

| 25,0 |

| Tweede divisie                               | Totaal: 125 doelpunten |
| * Speelronde 4 en 5 waren nog niet afgerond. |                        |

| Tweede divisie                               | Totaal: 125 doelpunten |
| * Speelronde 4 en 5 waren nog niet afgerond. |                        |

### Topscorers
| Pos. | Speler             | Team                | Goal |
| ---- | ------------------ | ------------------- | ---- |
| 1.   | Raily Ignacio      | AFC                 | 7    |
| 2.   | Ahmed El Azzouti   | IJsselmeervogels    | 6    |
| 3.   | Marius van Mil     | Excelsior Maassluis | 5    |
|      | Dani van der Moot  | Rijnsburgse Boys    | 5    |
| 5.   | Robin Eindhoven    | SV Spakenburg       | 4    |
|      | Killian van Mil    | VV Katwijk          | 4    |
| 7.   | Zes andere spelers |                     | 3    |

### Overig
| Statistiek                                        | Uitslag/clubs                                                                              |
| ------------------------------------------------- | ------------------------------------------------------------------------------------------ |
| Aantal thuis overwinningen                        | 20 (43%)                                                                                   |
| Aantal Uit overwinningen                          | 12 (26%)                                                                                   |
| Aantal gelijke spelen                             | 15 (32%)                                                                                   |
| Totaal aantal doelpunten (thuis)                  | 78 (55%)                                                                                   |
| Totaal aantal doelpunten (uit)                    | 65 (45%)                                                                                   |
| Gemiddeld aantal doelpunten per wedstrijd         | 3,04                                                                                       |
| Gemiddeld aantal doelpunten per wedstrijd (thuis) | 1,66                                                                                       |
| Gemiddeld aantal doelpunten per wedstrijd (uit)   | 1,38                                                                                       |
| Grootste overwinning (thuis)                      | AFC - Quick Boys (5-1)                                                                     |
| Grootste overwinning (uit)                        | De Treffers - AFC, GVVV - SV Spakenburg (0-3)                                              |
| Meest doelpuntrijke wedstrijd                     | IJsselmeervogels - Jong FC Volendam (4-3)                                                  |
| Meeste clean sheets                               | ASWH, Quick Boys (3 wedstrijden)                                                           |
| Meeste clean sheets (thuis)                       | ASWH, Quick Boys (2 wedstrijden)                                                           |
| Meeste clean sheets (uit)                         | AFC, HHC Hardenberg (2 wedstrijden)                                                        |
| Minste aantal wedstrijden zonder te scoren        | ASWH, AFC, VV Katwijk, Kozakken Boys, VV Noordwijk, Rijnsburgse Boys, SV TEC (0 wedstrijd) |
| Langste reeks overwinningen                       | AFC (4 wedstrijden)                                                                        |
| Langste reeks zonder nederlaag                    | SV Spakenburg (6 wedstrijden)                                                              |
| Langste reeks de 0 gehouden                       | Quick Boys (3 wedstrijden)                                                                 |
| Langste reeks nederlagen                          | De Treffers, Jong FC Volendam (3 wedstrijden)                                              |
| Langste reeks zonder overwinning                  | Jong Sparta Rotterdam (6 wedstrijden)                                                      |

Bron: Gebaseerd op officieuze cijfers van hollandsevelden

Laatst bijgewerkt: 26 mei 2024
1956/57 · 
1957/58 · 
1958/59 · 
1959/60 · 
1960/61 · 
1961/62 · 
1962/63 · 
1963/64 · 
1964/65 · 
1965/66 · 
1966/67 · 
1967/68 · 
1968/69 · 
1969/70 · 
1970/71 · 
2016/17 · 
2017/18 · 
2018/19 ·
2019/20 ·
2020/21 ·
2021/22 ·
2022/23 ·
2023/24 ·
2024/25